# توني براينت
توني براينت (بالإنجليزية: Tony Bryant)‏ هو لاعب كرة قدم أمريكية أمريكي، ولد في 3 سبتمبر 1976 في ماراثون في الولايات المتحدة.

## وصلات خارجية
- توني براينت على موقع مرجع كرة القدم المحترفة.كوم (الإنجليزية)